# Psychotria strictistipula
Psychotria strictistipula là một loài thực vật có hoa trong họ Thiến thảo. Loài này được Schnell miêu tả khoa học đầu tiên năm 1953.